# 映画というささやかな商売の栄華と衰退
『映画というささやかな商売の栄華と衰退』（えいがというささやかなしょうばいのえいがとすいたい、Grandeur et décadence d'un petit commerce de cinéma）は、1986年（昭和61年）製作のジャン＝リュック・ゴダール監督のフランス・スイス合作映画である。本来はテレビ映画シリーズ『セリ・ノワール』の一篇として製作、放映されたが、ロング・ヴァージョンを劇場公開した。なお、原題はクルト・ヴァイルの音楽劇《マハゴニー市の興亡》のフランス語題《Grandeur et décadence de la ville de Mahagonny》をアレンジしたもの。

## 概要
1984年（昭和59年）1月28日にフランスのテレビ局・TF1が放映を開始したテレビ映画シリーズ『セリ・ノワール』Série noireは、ダニエル・デュヴァル、ポール・ヴェキアリらを監督に1991年（平成3年）まで続いた。
日本では、その中の幾つかをまとめてVHSリリースした。
- 「ナチスの秘宝／爆破７２時間前」La Nuit du flingueur(ピエール・グランブラ監督)
- 「冷血／憑かれた詐欺士」Noces de plomb (グランブラ監督)
- 「汚辱・堕ちた刑事」Piège à flics (ドミニク・オトナン＝ジラール監督) Allcinemaは原題誤植
- 「虐殺コネクション」Le Salon du prêt-à-saigner (ジョエル・セリア監督)
- 「血の降る夜」Adieu la vie (モリース・デュゴウソン監督)
- 「殺ったのは誰だ!?／見知らぬ美女の死体」Chantons en chœur (デュゴウソン監督)
- 「野獣の罠」Pour venger pépère (セリア監督) (ジャン・レノが出ていたため『ワイルドリベンジ／復讐の絆』の題でレノ主演のようなジャケットで再リリース)

なお、本作は放送開始の2年目、ジャン＝リュック・ゴダールが監督したエピソードで、1986年5月24日にフランスで放映された。
ジェイムズ・ハドリー・チェイスの小説『ソフト・センター』（The Soft Centre、1964年）を原案とし、ゴダールが自由に翻案した。
本作は当時のフランス文化大臣だったジャック・ラングに献辞を寄せている。
クレジットの筆頭に挙げられているジャン＝ピエール・モッキーは、ヌーヴェルヴァーグの映画監督のひとりで、『カルメンという名の女』にも出演するゴダールの盟友のひとりであり、多作の監督であるが、日本には1959年（昭和34年）の監督デビュー作『今晩おひま?』（Les Dragueurs）の1本しか劇場公開されていない。のちにオリヴィエ・アサヤス監督の『イルマ・ヴェップ』（1996年）でも映画監督を演じるジャン＝ピエール・レオが、本作では失業中の監督を演じている。
日本では、日本衛星放送（現在のWOWOW）が放映した後、1994年（平成6年）2月27日、ACTの配給で劇場公開された。

## ストーリー
映画監督ガスパール・バザン（ジャン＝ピエール・レオ）は、長年仕事がなく、エキストラとして出演するため、テレビ局にやってくる。
プロデューサーのジャン・アルメレイラ（ジャン＝ピエール・モッキー）は、ガスパールとは旧知の中であるが、莫大な負債を負い、生命を狙われている。アルメレイラの妻ユリディス（マリー・ヴァレラ）は女優を夢見ており、ガスパールはその相談に乗る。

## スタッフ
- 監督・脚本 : ジャン＝リュック・ゴダール
- 原案 : ジェイムズ・ハドリー・チェイス （James Hadley Chase）
- 使用音楽 : アルヴォ・ペルト、バルトーク、レナード・コーエン、ジャニス・ジョプリン(クリス・クリストファーソン作「ミー＆ボビー・マギー」)、ボブ・ディラン、ジョニ・ミッチェル
- 撮影 : カロリーヌ・シャンプティエ、セルジュ・ル・フランソワ
- 録音 : フランソワ・ミュジー、ピエール＝アラン・ベス
- 製作会社 : TF1、テレヴィジオン・スイス・ロマンド、JLGフィルム

## キャスト
- ジャン＝ピエール・モッキー （ジャン・アルメレイラ役）
- マリー・ヴァレラ （ユリディス役）
- ジャン＝ピエール・レオ （ガスパール・バザン役）
- アンヌ・カレル
- フランソワーズ・デスプロート
- ジャン＝ピエール・ドラムール
- ジャック・プナ
- ジャン・グレコ
- ジャン・ブリザ
- 失業俳優

## 関連事項
- ジャン＝リュック・ゴダール監督作品一覧

## 註
1. 1 2 3 4  allcinemaサイト内の「映画というささやかな商売の栄華と衰退」の項の記述を参照。
2. 1 2 3  キネマ旬報映画データベース内の「映画というささやかな商売の栄華と衰退」の項の記述を参照。